# Коровин, Владимир Сергеевич
Владимир Сергеевич Коровин (14 сентября 1932, Москва — 5 сентября 1999, Москва) — советский и российский актёр театра и кино, театральный режиссёр, педагог, Заслуженный деятель искусств РФ (1996).

## Биография
Владимир Коровин родился 14 сентября 1932 года в Москве.
В 1950—1954 учился в Школе-студии имени В. И. Немировича-Данченко при МХАТе СССР им М.Горького (курс С. К. Блинникова и С. А. Герасимова).
В 1958—1959 руководил коллективом художественной самодеятельности Московского транспортно-экономического института, который впоследствии стал экономическим факультетом МИИТа. В 1959 году вместе с агитбригадой выезжал в Карагандинскую область. За время поездки было дано около 70 концертов, постановщиком которых был В. С. Коровин. Сам принимал участие в концертах.
Скончался в Москве 5 сентября 1999 года. Похоронен на Кузьминском кладбиище.

## Творческая карьера
1954—1958 — артист Хабаровского краевого театра драмы
1958—1960 — артист Центрального театра Транспорта
1960—1965 — артист Московского театра имени Ленинского комсомола
1965—1981 — артист и режиссер Московского драматического театра имени Н. В. Гоголя
1982—1999 — артист, режиссер, руководитель чтецкого отдела Московского гастрольно-концертного объединения «Москонцерт».
Работал на радио. Преподавал на эстрадном факультете ГИТИСа (1988—1993), на базе которого был создан театр «Квартет И».

## Семья
Жена — артистка Театра «Ленком» заслуженный работник культуры РФ Инна Бомко

## Фильмография
1. 1957 — Семья Ульяновых — Володя Ульянов
2. 1965 — Слабое сердце
3. 1968 — Начало жизни
4. 1970 — Верхом на дельфине — Игорь Евгеньевич
5. 1970 — Дни Коммуны — депутат Варлен
6. 1971 — Борис Годунов — Воротынский
7. 1976 — Как стать главным инженером
8. 1981 — Следствие ведут ЗнаТоКи. Из жизни фруктов — Панко. Садовод-частник

## Критика
Роль Володи Ульянова играет В. Коровин. В манере его игры — в порывистых и энергичных движениях, в интонациях речи — нетрудно заметить некоторое заимствование у исполнителей роли взрослого Ленина, мастеров старшего поколения. И это заимствование кажется вполне правомерным.— журнал «Искусство кино», 1961 год

Исполнителю роли Володи — в целом удалась обрисовка внешности и характера героя. Прежде всего он узнаваем. Юный Ленин на экране похож на известную фотографию светловолосого, с мягкими чертами лица и пристальным взглядом мальчика в гимназической форме. Пластика актера соответствует воспоминаниям сестер и брата Дмитрия, единодушно отмечавших потребность Володи в движении. Исполнитель органичен в затеваемых потешных играх, он ловко прыгает с крутого обрыва, , судовольствием бросает городошные биты, с наслаждением катается на коньках. Все это актер исполняет легко, естественно. Узнаваем юный Ульянов — Коровин и в соотнесении со ставшим классическим обликом взрослого Ленина, как его создал Б. Щукин. ... Так вот юный Ульянов В. Коровина в фильме «Семья Ульяновых» очень напоминает взрослого Ленина в исполнении Цукина: стремительность походки, определенность жестов, неповторимость иронических интонаций.— Нина Туманова - Актерская кинолениниана. - М.: Искусство, 1987. - 365 с. - стр. 148, 150